# Collegio uninominale Sardegna - 02 (Camera dei deputati 2017)
Il collegio elettorale uninominale Sardegna - 02 è stato un collegio elettorale uninominale della Repubblica Italiana per l'elezione della Camera tra il 2017 ed il 2022.

## Territorio
Come previsto dalla legge elettorale italiana del 2017, il collegio era stato definito tramite decreto legislativo all'interno della circoscrizione Sardegna.
Era formato dal territorio di 101 comuni: Abbasanta, Aidomaggiore, Ardauli, Aritzo, Arzana, Atzara, Austis, Bari Sardo, Baunei, Belvì, Bidonì, Birori, Bolotana, Boroneddu, Borore, Bortigali, Bosa, Cardedu, Desulo, Dorgali, Dualchi, Elini, Escalaplano, Escolca, Esterzili, Flussio, Fonni, Gadoni, Gairo, Gavoi, Genoni, Gergei, Ghilarza, Girasole, Ilbono, Isili, Jerzu, Laconi, Lanusei, Lei, Loceri, Lodine, Lotzorai, Macomer, Magomadas, Mamoiada, Meana Sardo, Modolo, Montresta, Neoneli, Noragugume, Norbello, Nughedu Santa Vittoria, Nuoro, Nuragus, Nurallao, Nurri, Oliena, Ollolai, Olzai, Oniferi, Orani, Orgosolo, Orotelli, Orroli, Ortueri, Osini, Ottana, Ovodda, Paulilatino, Perdasdefogu, Sadali, Sagama, Santu Lussurgiu, Sarule, Scano di Montiferro, Sedilo, Serri, Seui, Seulo, Silanus, Sindia, Soddì, Sorgono, Sorradile, Suni, Tadasuni, Talana, Tertenia, Teti, Tiana, Tinnura, Tonara, Tortolì, Triei, Ula Tirso, Ulassai, Urzulei, Ussassai, Villagrande Strisaili e Villanova Tulo.
Il collegio era quindi compreso tra le province di Nuoro, Oristano e Sud Sardegna.
Il collegio era parte del collegio plurinominale Sardegna - 02.

## Eletti
| Elezione | Elezione | Deputato   | Partito            |
| -------- | -------- | ---------- | ------------------ |
|          | 2018     | Mara Lapia | Movimento 5 Stelle |
|          | 2020     | Mara Lapia | Indipendente       |
|          | 2020     | Mara Lapia | Centro Democratico |

## Dati elettorali

### XVIII legislatura
Come previsto dalla legge elettorale, 232 deputati erano eletti con sistema a maggioranza relativa in altrettanti collegi uninominali a turno unico.
| Candidati              | Candidati            | Voti    | %     | Liste                    | Voti    | %     |
| ---------------------- | -------------------- | ------- | ----- | ------------------------ | ------- | ----- |
|                        | Mara Lapia ✔️ Eletto | 53 077  | 45,14 | Movimento 5 Stelle       | 53 077  | 45,14 |
|                        | Bruno Murgia         | 30 407  | 25,86 | Forza Italia             | 15 365  | 13,07 |
| Lega                   | Bruno Murgia         | 30 407  | 25,86 | 9 592                    | 8,16    |       |
| Fratelli d'Italia      | Bruno Murgia         | 30 407  | 25,86 | 4 523                    | 3,85    |       |
| Noi con l'Italia - UDC | Bruno Murgia         | 30 407  | 25,86 | 927                      | 0,79    |       |
|                        | Francesco Sabatini   | 21 652  | 18,42 | Partito Democratico      | 18 207  | 15,49 |
| +Europa                | Francesco Sabatini   | 21 652  | 18,42 | 2 106                    | 1,79    |       |
| Italia Europa Insieme  | Francesco Sabatini   | 21 652  | 18,42 | 898                      | 0,76    |       |
| Civica Popolare        | Francesco Sabatini   | 21 652  | 18,42 | 441                      | 0,38    |       |
|                        | Lucia Chessa         | 4 516   | 3,84  | Autodeterminatzione      | 4 516   | 3,84  |
|                        | Mario Demuru Zidda   | 3 692   | 3,14  | Liberi e Uguali          | 3 692   | 3,14  |
|                        | Anna Cacciatori      | 1 086   | 0,92  | Potere al Popolo!        | 1 086   | 0,92  |
|                        | Giulia Serra         | 1 035   | 0,88  | CasaPound                | 1 035   | 0,88  |
|                        | Bruno Atzori         | 877     | 0,75  | Partito Comunista        | 877     | 0,75  |
|                        | Alessandra Carbognin | 757     | 0,64  | Il Popolo della Famiglia | 757     | 0,64  |
|                        | Massimo Maini        | 477     | 0,41  | Partito Valore Umano     | 477     | 0,41  |
| Totale                 | Totale               | 117 576 | 100   |                          | 117 576 | 100   |
|                        |                      |         |       |                          |         |       |
| Voti non validi        | Voti non validi      | 43 785  | 27,13 |                          |         |       |
| Votanti                | Votanti              | 161 361 | 67,20 |                          |         |       |
| Elettori               | Elettori             | 240 137 |       |                          |         |       |